# Florian Lüsch
Florian Lüsch (* 30. Mai 1993 in Ebingen) ist ein deutscher Eishockeyspieler, der seit der Saison 2019/20 erneut beim EV Lindau in der Eishockey-Oberliga unter Vertrag steht.

## Karriere
Florian Lüsch stammt aus dem Nachwuchs des EC - Eisbären Balingen (vormals Blue Marlins Balingen) aus dem Zollernalbkreis, bevor er 2002 zum Schwenninger ERC wechselte und spielte für diesen unter anderem in der Schüler-Bundesliga. 2008 wechselte er zum SC Bietigheim-Bissingen und absolvierte für diesen 27 Partien in der Jugend-Bundesliga, ehe er sich 2009 zu einem Wechsel in den Nachwuchsbereich des Kölner EC entschloss. Für den KEC spielte er in den folgenden drei Jahren in der Deutschen Nachwuchsliga und absolvierte dabei über 100 Partien, in denen er 57 Scorerpunkte sammelte. Florian Lüsch wurde parallel zum DNL Team der Kölner Haie während der Saison 2011/12 für den Regionalligisten EHC Neuwied eingesetzt und erreichte den Aufstieg in die Oberliga West.
Ab der Saison 2012 / 2013 wechselte der Stürmer in die Oberliga Ost zum ERV Chemnitz in der er in seiner ersten Saison bei 29 Oberligaeinsätze auf 35 Scorerpunkte kam. Florian Lüsch wurde mit einer Förderlizenz für die Dresdner Eislöwen ausgestattet, bei denen er anschließend zwischen 2013 und 2015 unter Vertrag stand.
Zwischen 2015 und 2017 war Lüsch bei den Lausitzer Füchsen aus Weißwasser aktiv. Die Saison 2017/18 absolvierte er beim EV Lindau, wobei er in 29 Pflichtspielen 30 Scorerpunkte erzielte. In der Saison 2018/19 stand Lüsch beim VER Selb unter Vertrag. Zur Saison 2019/20 zog es Lüsch zurück an seine alte Wirkungsstätte, den EV Lindau.